# 파스닙
파스닙(parsnip, Pastinaca sativa)은 뿌리채소로 당근과 흡사한 식물이다. 당근과 비슷하게 생기긴 했지만 색깔이 훨씬 하얗고 특히 요리했을 때 더 달다. 당근처럼 유라시아 대륙 원산이며 고대부터 식용으로 먹었다. 그러나 아직까지 고고학적 증거는 충분히 확인되지 못했다. 로마시대에는 당근과 파스닙 두 종 모두 색이 흰 빛이었으며 구분이 되지 않았다고 한다. 더욱이 그리스와 라틴 고전에 pastinaca로 불리며 자랐던 것으로 보여 확실히 구분하기가 난해하다고 한다.

## 사용법
감자가 구대륙으로 유입되기 전까지 파스닙과 튤립의 구근이 식재료로 널리 쓰였다. 끓이거나 살짝 구워서 먹을 수 있으며 스튜나 수프에 넣어서 먹는다. 첨가할 경우 조금 더 수프의 국물이 걸쭉해진다고 한다. 구워서 먹는 것은 크리스마스 때 많이 먹으며 영어권에서 널리 쓴다. 날것 혹은 튀겨먹기도 한다.
지중해 연안이 원산이며 다 자라도 작은 당근 크기이다. 로마 제국이 유럽 대륙 전역으로 확장해 가면서 일부 주민들이 북쪽 지방으로 가서 파스닙을 심었다고 하는데 북쪽에서는 더 크게 자랐다고 한다.

## 영양
당근보다 미네랄, 비타민에서 풍부한 함유량을 자랑한다. 칼륨이 특별히 많으며 섬유질이 풍부하다. 100g 당 55칼로리다.
알레르기를 일으킬 수 있으며 피부에 염증 따위가 날 수도 있음에 주의해야 한다.

## 야생종의 위험성
야생 파스닙을 캐서 먹으면 식물광선피부염(phytophotodermatitis)에 걸릴 수 있다.
특히 야생종에는 독성이 많아서 인체에 치명적일 수 있다. 잎, 줄기, 뿌리, 열매 모두가 독성을 포함할 소지가 높다. 식용 파스닙과 구분하기 가장 좋은 법은 야생종이 자줏빛의 줄기맥과 털이 없는 줄기로 되어 있다는 것이다.

## 사진

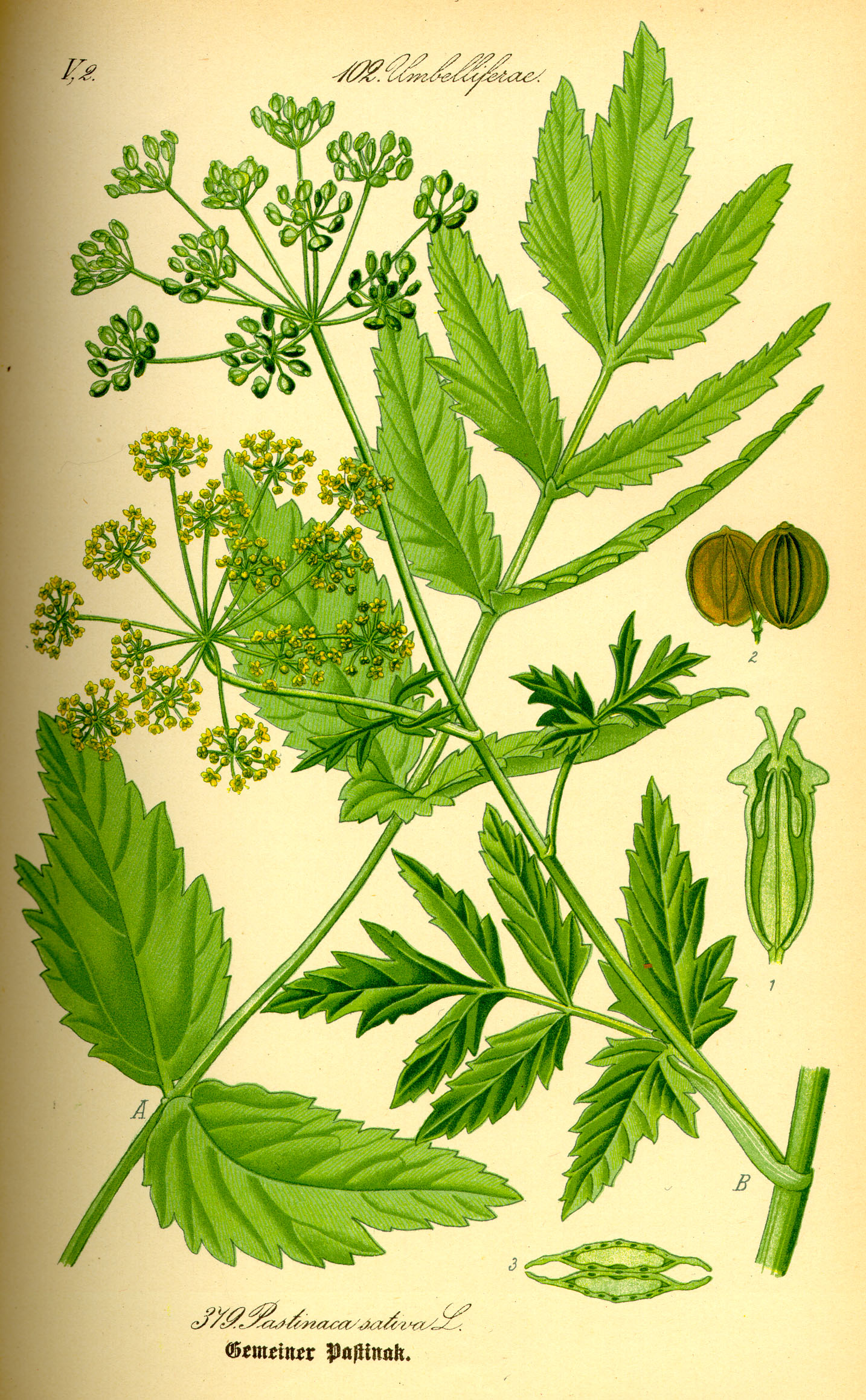
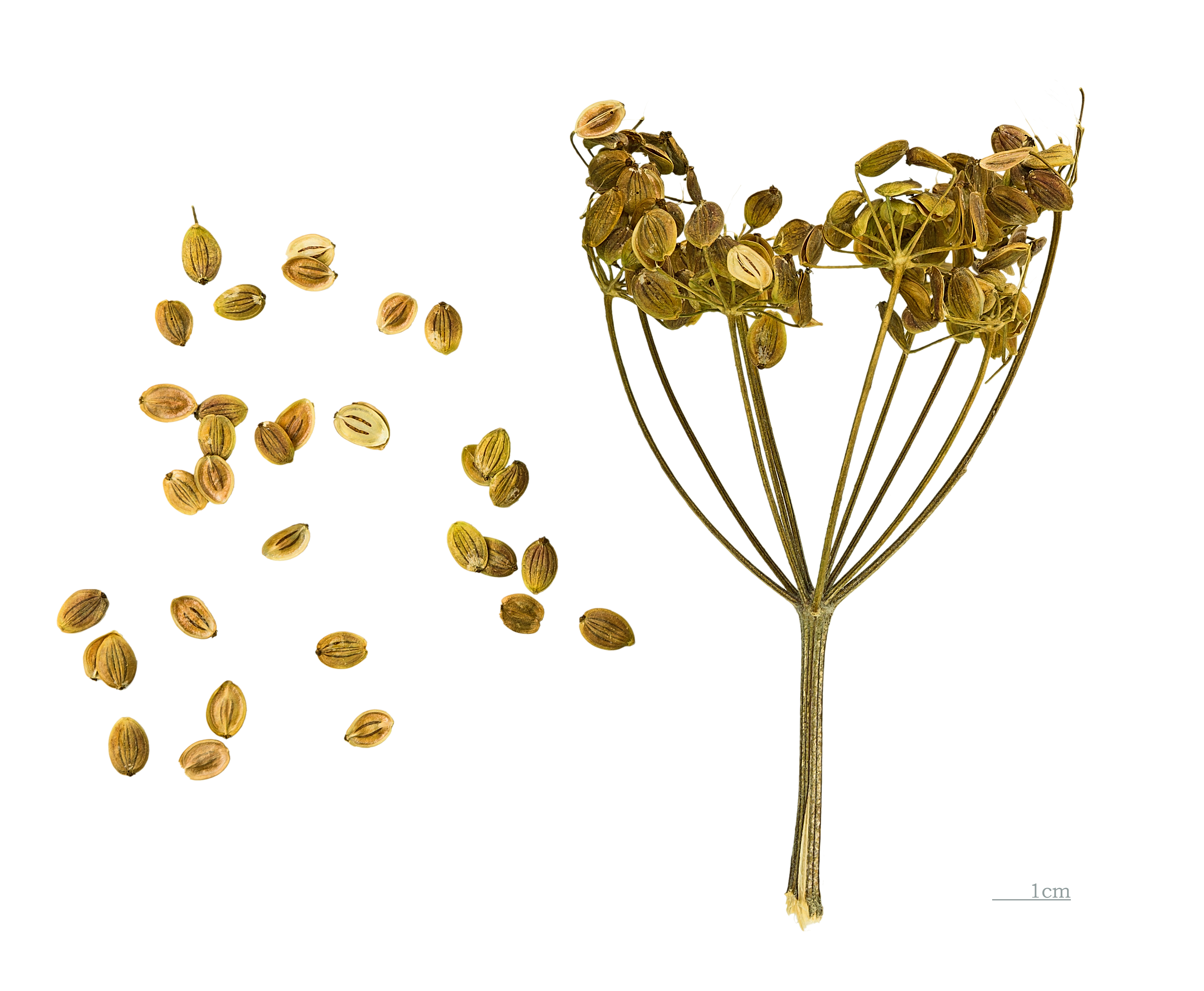